# Riders of Death Valley
Riders of Death Valley é um seriado estadunidense de 1941, gênero Western, dirigido por Ford Beebe e Ray Taylor, em 15 capítulos, estrelado por Dick Foran, Buck Jones, Lon Chaney Jr. e Jean Brooks. Foi produzido e distribuído pela Universal Pictures, e veiculou nos cinemas estadunidenses a partir de 1 de julho de 1941.
Foi o 119º dos 137 seriados da Universal Pictures e o 51º sonoro.

## Elenco
- Dick Foran … Jim Benton, vigilante herói
- Leo Carrillo … Pancho Lopez
- Buck Jones … Tombstone
- Charles Bickford … Wolf Reade, vilão contratado por Kirby e Davis
- Guinn Williams … Borax Bill
- Lon Chaney Jr. … Butch
- Noah Beery, Jr. … Smokey
- Jean Brooks … Mary Morgan (creditada Jeanne Kelly)
- James Blaine … Joseph Kirby
- Monte Blue … Rance Davis
- Glenn Strange … Tex
- Roy Barcroft … Dirk
- Jack Rockwell … Trigger
- Ethan Laidlaw … Rusty
- Richard Alexander … Pete Grump
- Rod Cameron (não-creditado)
- Smoke ... Cavalo de Jim (não-creditado)
- Silver ... Cavalo de Tombstone (não-creditado)
- Jack Perrin (guarda, não-creditado)

## Produção
Rider's of Death Valley foi um “seriado western cliffhanger de grande orçamento e com grandes estrelas", e forneceu um grande número de cenas para seriados posteriores.

## Capítulos
1. Death Marks the Trail
2. The Menacing Herd
3. The Plunge of Peril
4. Flaming Fury
5. The Avalanche of Doom
6. Blood and Gold
7. Death Rides the Storm
8. Descending Doom
9. Death Holds the Reins
10. Devouring Flames
11. The Fatal Blast
12. Thundering Doom
13. Bridge of Disaster
14. A Fight to the Death
15. The Harvest of Hate

Fonte: